# Нибали, Антонио
Антонио Нибали (итал. Antonio Nibali; род. 23 сентября 1992, Мессина, регион Сицилия) — итальянский профессиональный шоссейный велогонщик, выступающий c 2020 года за американскую команду Мирового тура «Trek-Segafredo». Младший брат итальянского профессионального шоссейного велогонщика Винченцо Нибали.

## Достижения
2009
7-й Trofeo Guido Dorigo
2010
9-й Trophée de la ville de Loano
10-й Memorial Davide Fardelli
2012
2-й Pistoia-Fiorano (U-23)
2013
1-й на этапе 1 (ТТТ) Giro delle Valli Cuneesi nelle Alpi del Mare
2-й Trofeo Alvaro Bacci
3-й Giro Ciclistico Pesca e Nettarina di Romagna Igp
2014
8-й Trofeo Alcide Degasperi
2018
1-й на этапе 7 Тур Австрии
8-й Гран-при Лугано
| № | Дата         | Кат. | Страна  | Тип    | Гонка       | Команда        |
| - | ------------ | ---- | ------- | ------ | ----------- | -------------- |
| 1 | 13 июля 2018 | 2.1  | Австрия | 7 этап | Тур Австрии | Bahrain–Merida |

## Статистика выступлений
Чемпионаты
| Соревнование     | Соревнование | 2014 | 2015 | 2016 | 2017 | 2018 | 2019 |
| ---------------- | ------------ | ---- | ---- | ---- | ---- | ---- | ---- |
| Чемпионат Италии | RR           | 47   | НФ   | —    | НФ   | НФ   | НФ   |

Гранд Туры
| Гонка           | 2017 | 2018 | 2019 |
| --------------- | ---- | ---- | ---- |
| Джиро д'Италия  | —    | 100  | 76   |
| Тур де Франс    | —    | —    | —    |
| Вуэльта Испании | 102  | —    | —    |

Однодневки
| Монументальные гонки  |      |      |      |
| Гонка                 | 2017 | 2018 | 2019 |
| Милан — Сан-Ремо      | —    | —    | —    |
| Тур Фландрии          | —    | —    | —    |
| Париж — Рубе          | —    | —    | —    |
| Льеж — Бастонь — Льеж | —    | —    | 72   |
| Джиро ди Ломбардия    | НФ   | НФ   | НФ   |

| —  | Не участвовал в гонке |
| НФ | Не финишировал        |